# Trachelipodidae
Trachelipodidae (лат.) — возможно полифилетическое семейство мокриц, включающее около 100 видов. В 2008 году из состава семейства было выделено самостоятельное семейство Agnaridae. Представители этого семейства не могут сворачиваться в шар, отросток (pars molaris) верхних челюстей не развит и на экзоподитах (наружная ветвь конечностей) первых пяти брюшных ног имеются пять пар псевдотрахей.

## Классификация
Это семейство включает следующие роды:
- Levantoniscus Cardoso, Taiti & Sfenthourakis, 2015 (3 вида)
- Nagurus Holthuis, 1949 (40 видов)
- Pagana Budde-Lund, 1908 (5 видов)
- Panchaia Taiti & Ferrara, 2004 (3 видов)
- Porcellium Dahl, 1916 (16 видов)
- Socotroniscus Ferrara & Taiti, 1996 (1 вид)
- Tamarida Taiti & Ferrara, 2004 (2 видов)
- Trachelipus Budde-Lund, 1908 (59 видов)